# Ludwigia brevipes
Ludwigia brevipes là một loài thực vật có hoa trong họ Anh thảo chiều. Loài này được (Long) Eames mô tả khoa học đầu tiên năm 1933.